# Eilema ambrensis
Eilema ambrensis är en fjärilsart som beskrevs av De Toulgoët 1971. Eilema ambrensis ingår i släktet Eilema och familjen björnspinnare. Inga underarter finns listade i Catalogue of Life.